# Burke Channel
Burke Channel är ett sund i Kanada.   Det ligger i provinsen British Columbia, i den sydvästra delen av landet, 3 800 km väster om huvudstaden Ottawa.
I omgivningarna runt Burke Channel växer i huvudsak barrskog. Trakten runt Burke Channel är nära nog obefolkad, med mindre än två invånare per kvadratkilometer.